# Gand-Wevelgem 1966
La Gand-Wevelgem 1966, ventottesima edizione della corsa, si svolse il 23 marzo 1966, per un percorso totale di 251,7 km. Fu vinta dal belga Herman Van Springel, al traguardo con il tempo di 6h34'00" alla media di 38,33 km/h.

## Ordine d'arrivo (Top 10)
| Pos. | Corridore           | Squadra      | Tempo    |
| ---- | ------------------- | ------------ | -------- |
| 1    | Herman Van Springel | Mann-Grundig | 6h34'00" |
| 2    | Noël Van Clooster   | Mann-Grundig | s.t.     |
| 3    | Paul Jensen         | Solo-Superia | a 50"    |
| 4    | Arthur De Cabooter  | Wiel's       | s.t.     |
| 5    | Seamus Elliott      | Mercier-BP   | a 1'22"  |
| 6    | Walter Godefroot    | Wiel's       | s.t.     |
| 7    | Jan Janssen         | Pelforth     | s.t.     |
| 8    | Willy Bocklant      | Dr. Mann     | s.t.     |
| 9    | Eddy Merckx         | Peugeot-BP   | s.t.     |
| 10   | B. Van De Kerckhove | Ford France  | s.t.     |